# Lieven Dehandschutter
Lieven Dehandschutter, né le 9 juin 1958 à Saint-Nicolas, est un homme politique belge flamand, membre de la N-VA.
Il est licencié en droit (UGent) et fut directeur de l'institut Lodewijk Dosfel.

## Fonctions politiques
- 1989-     : conseiller communal à Saint-Nicolas
- échevin à Saint-Nicolas :
  - 1995-2000
  - depuis le 25 septembre 2009
- bourgmestre de Saint-Nicolas depuis 2013
- député au Parlement flamand :
  - du 20 octobre 1998 au 13 juin 1999
  - du 7 juin 2009 au 31 décembre 2012
  - du 25 mai 2014 au 17 juin 2014 (il laisse son siège à Koen Daniëls)

1. ↑  « http://www.archiefbank.be/dlnk/AE_1077 »